# 述語
述語（じゅつご、predicate）とは、
1. 伝統文法では、ある節の要素のうち、主語でない部分のこと。主語以外の名詞句は述語に含まれる。
2. 現代言語学では、節の中心となる動詞とそれを修飾する部分のこと。名詞句は述語に含まれない。

述語が一つである文のことを単文（たんぶん）といい、述語が二つ以上存在する文を複文（ふくぶん）または重文（じゅうぶん）という。複文においてそれぞれの述語を中心としたまとまりが節である。

## 主語・主題
述語に対して、述語が表す動作や状態の主体といった文法的意味を表す格を主格と呼ぶが、印欧語などにおいて主格の名詞句は文の先頭に置かれると共に、「I love him.」と「Mary loves him.」のように主格の名詞の変化に合わせて述語動詞の語形も変化させる。このように、述語と文法関係が一致する主格名詞句を主語（subject）と、一部印欧語では呼ぶ。印欧語などの文構造は主語と述語の主述関係によって形成されている。ちなみに対格の名詞句は文法関係上、目的語と呼ばれ、英語などは主語・述語・目的語の語順になっている。
日本語などの言語では格を助詞によって表す。日本語において主格は「が」という格助詞によって導かれるが、「が」による名詞句は必ず先頭に来るとは限らず、先頭に置かれるのは「は」という助詞によって導かれる名詞句である。この名詞句はその文で（あるいはそれ以降の文も含めて）主題（topic/theme）として取りあげられるものを表す。主題は主格とは限らず、例えば「私はご飯を食べた」では主格であるが、「ご飯は私が食べた」では対格である。このように日本語の基本的な文構造は主題と述語による題述関係によって形成されている。
学校文法では「が」で表される語も「は」で表される語も主語と呼ばれるが、このような西洋言語学由来の「主語」という語や主述関係を日本語文法に適用すべきでないとする主語廃止論を唱えたのは三上章である。この主張はその生前に受け入れられることはなかったが、その後、一定の評価を受けるようになっている。

## 日本語の述語
日本語の述語は通常1文節だが、2文節以上のものを、述部（じゅつぶ）と呼ぶ。述部になる連文節は、次のようなものがある。
- 動詞（又は動詞+付属語）の連用形+接続助詞「て・で」+補助動詞

「立っている」や「しまっておく」など
- 用言の連用形+接続助詞「て・で」+用言の述語

「続いて並ぶ」、「白くて美しい」や「静かで心地よい」など
- 連体修飾語と体言の述語からなる連文節

「きれいな花だ」や「優しい先生だ」など
なお、次に掲げる語は、述部にならない。
- 連用修飾部と用言の述語（連文節とならないため）
- 複合動詞（それ1語で1文節となるため）

### 述語文
述語に使われるのは、動詞、形容詞、形容動詞、名詞+コピュラである。これらをそれぞれ動詞文・形容詞文・形容動詞文・名詞文（コピュラ文）と称する。日本語では述語は最後に置かれるが、その語形には普通体（常体）と丁寧体（敬体）がある。普通体は、動詞の終止形が「-u」（「う段」音）、形容詞が「い」、形容動詞・コピュラが「だ」で終わるものをいう。丁寧体は動詞は「ます」、その他は「です」で終わるものをいう。

## 形式論理学と文法
そもそも述語とは、形式論理学における命題<AはBである>のB（Aについて語る事柄）に当たるものを、アリストテレースがギリシア語で古希: κατηγορούμενον (katēgorūmenon)と表現したことにさかのぼるという。これが、その後ラテン語でpraedictumと表現され、論理学及び文法の用語として次第に定着、今日のヨーロッパ諸言語でも継承され（例えば英語predicate）、また他の言語でも用いられる様になり、日本でも述語と訳してきたものである（形式論理学では賓辞とも、文法では述部とも訳す）。特定の言語を超えてただ<AはBである>という形の命題だけを扱う形式論理学では、述語を上のように約束すればよいにしても、各言語の様々の文型を対象とする文法においては、果たして文法上の述語とは何かを改めて問う必要がある。だが、その文法上の述語とされてきたものは、実は論理学をいさかれて純粋に今日の言語学（文法理論）の観点から吟味し直してみても、確かに妥当な（そう認められるだけの根拠を持つ）ものの様である。ヨーロッパ諸言語が、文法上、際立った文成分を主語と呼んで他の文成分と別格に扱い、一般に、残りを述語と呼んで文を二分してきたのは、確かに自然なことであると頷ける。